# گری پیندر
گری پیندر (انگلیسی: Gerry Pinder؛ زادهٔ ۱۵ سپتامبر ۱۹۴۸) بازیکن هاکی روی یخ اهل کانادا است.
از باشگاه‌هایی که در آن بازی کرده‌است می‌توان به سیل‌های مکانیکی اشاره کرد.